# ماريو دنلوب
ماريو دنلوب (بالبرتغالية: Mario Dunlop) (14 يناير 1946 بريو دي جانيرو في البرازيل - ) هو لاعب كرة طائرة برازيلي. شارك في الألعاب الأولمبية الصيفية 1968.

## وصلات خارجية
- ماريو دنلوب على موقع أوليمبيديا (الإنجليزية)